# Marcello Vigli
Marcello Vigli (Roma, 16 marzo 1928 – Roma, 2 maggio 2024) è stato un saggista, partigiano e insegnante italiano, animatore delle Comunità cristiane di base.

## Biografia
Durante la Resistenza partecipò come partigiano alla lotta per la libertà. Si iscrisse poi al Partito Cristiano Sociale.
Fu dirigente nazionale dell'Azione Cattolica. In seguito alla linea dettata dal papato di Pio XII e dalla presidenza di Luigi Gedda abbandonò l'associazione nel 1952.
Con Wladimiro Dorigo partecipò alla redazione della rivista Questitalia, dal 1958 al 1970; promosse nel 1968 Scuola Notizie, foglio informativo del Movimento Insegnanti diventato rivista (1975-1990), e nel 1974 fu tra i fondatori della rivista Confronti.
Fu tra i promotori delle Comunità cristiana di base. Partecipò al movimento "Cristiani per il socialismo".
Insegnò storia e filosofia nei licei fino al 1979 e fu autore di manuali scolastici.
Fu sindacalista della Cgil scuola.
Fu sempre attivo nel movimento per la riforma della scuola e la laicità delle istituzioni. Si batté sempre in favore della scuola pubblica e statale attraverso le associazioni Scuola e Costituzione e Per la scuola della Repubblica.
Marcello Vigli morì nella propria casa a Roma il 2 maggio 2024 all'età di 96 anni.

## Opere
- con Bruno Franchi, Luciano Ricci, Istituzioni, società, ideologie, Principato 1981 1ª edizione, 1984 2ª ed., 1988 terza ristampa 2ª ed.;
- con Anna Maria Marenco, Religione e scuola, La Nuova Italia, 1984;
- con Renata Ameruso, Silvia Tangherlini, I percorsi del pensiero, Lucarini Scuola, 1987;
- con Mario Alighiero Manacorda, Stato e Chiese, Nuovi Equilibri, 1995;
- con Raffaele La Porta, Corrado Mauceri, Antonio Santoni Rugiu, Angelo Semeraro, Scuola pubblica. Scuola privata, La Nuova Italia, 1998;
- I giubilei del Novecento. Chiesa e potere alla vigilia del giubileo del 2000, Datanews, 1999;
- L'ora di catechismo, in Manifesto laico, a cura di Enzo Marzo e Corrado Ocone, Roma-Bari, Laterza, 1999, ISBN 978-88-420-5925-7.
- con Anna Portoghese, I nomi di Dio, Progedit, 2000;
- Contaminazioni. Un percorso di laicità fuori dai templi delle ideologie e delle religioni, Dedalo, 2006. ISBN 88-220-5503-9;
- con Mario Campli, Coltivare speranza. Una Chiesa altra per un altro mondo possibile, Edizioni Tracce, 2009.